# المرأة في كيريباتي

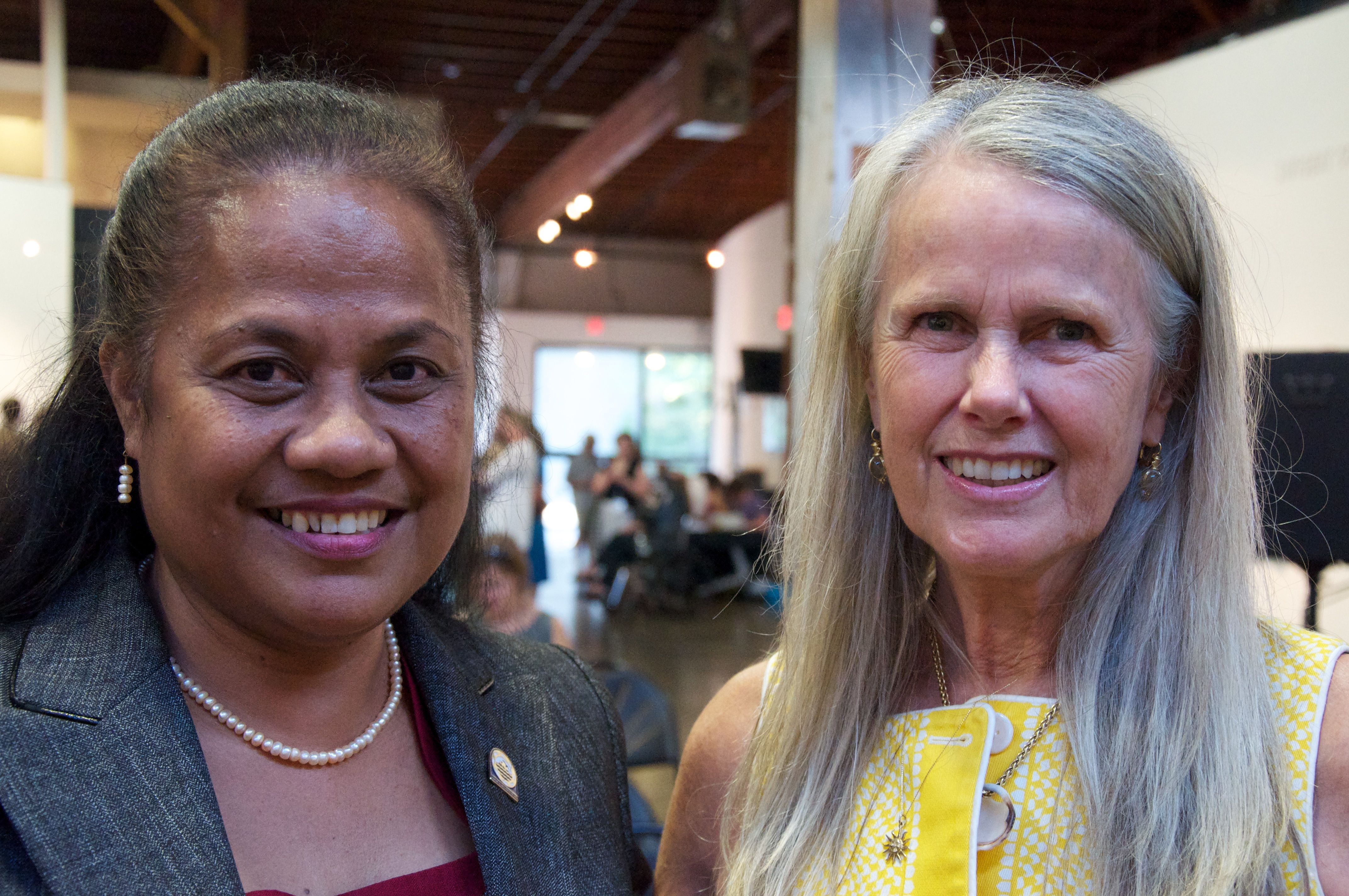
ني ميمي، على اليسار، هي السيدة الأولى الحالية لكيريباتي.

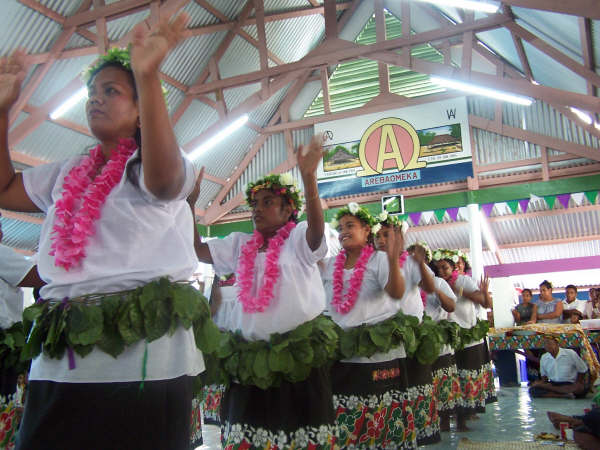
النساء في كيريباتي يؤدين رقصة تقليدية.

النساء في كيريباتي هن النساء اللاتي يعشنَّ في كيريباتي أو هن من أمة الجزيرة المرجانية كيريباتي.
ووصف دور المرأة في كيريباتي، تحليل وضع الأطفال والنساء والشباب (2005) بأنه «يعرف إلى حد كبير من سنها والحالة الاجتماعية».
هيبة متأصلة للمرأة كيريباتي الزوجية، لكنها إلى حد كبير تحت سلطة زوجها.

## دورها في المجتمع
بشكل عام - وعلى الرغم من الاتجاهات المتغيرة في مجتمع كيريباتي - غالبا ما يتم التعامل مع المرأة على أنها «تابعة للرجل».
وحسب التقاليد، يمكن للمرأة أن ترث وتمتلك الأرض.
ومع ذلك، فإنها «عادة لا تزال لديها قدرة أقل على الوصول إلى نوع حديث من الموارد».

ولكن عددا متزايدا من النساء الذين يشاركن في الأعمال الماهرة والوظائف المهنية، والأدوار الحكومية.
للحفاظ على سمعة النساء في كيريباتي، تنطبق القيود التقليدية، وخاصة القيم التي ترتبط بالعفة. وهناك مسؤولية من نساء كيريباتي في الأسرة وتشمل وجبات الطبخ والتنظيف ورعاية الأطفال ورعاية الأسرة. وهي الأعمال الشائعة في قرية كيريباتي، مسؤولياتها الاجتماعية والالتزامات - وفقا لما يسمى unimane - تشمل تلبية buknibwai أو «سهم القرية»، ويتألف من أجزاء تقاسم «الغذاء والمال والأنشطة ذات الصلة الترفيه» لقرويين آخرين.
بالنسبة للمجتمع، والمرأة هي المسؤولة عن إنتاج «نقدا وعينا التقليدية»، وتشمل أيضا أنشطة جمع الأموال للكنيسة.
وتتكون 50٪ من القوى العاملة في كيريباتي من النساء.
في سياسة كيريباتي، ذكرت الأمم المتحدة للمرأة أن 4.3٪ من المقاعد البرلمانية تدار من قبل سياسيات إناث.